# Szczytniki (powiat wielicki)

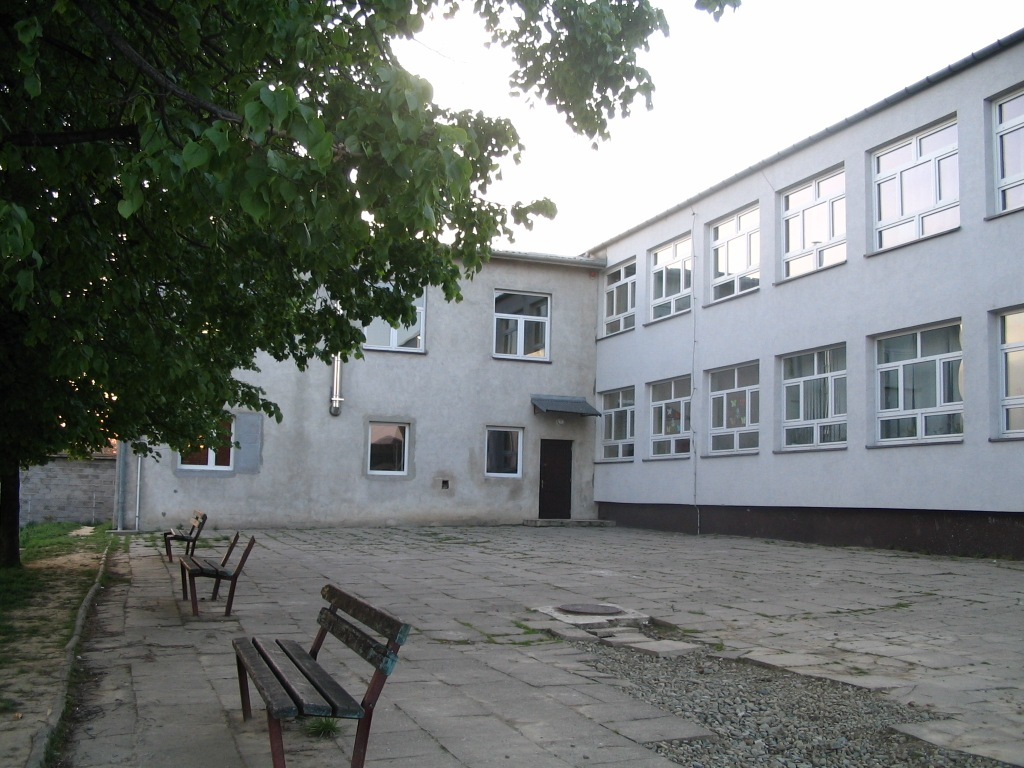
Szkoła Podstawowa

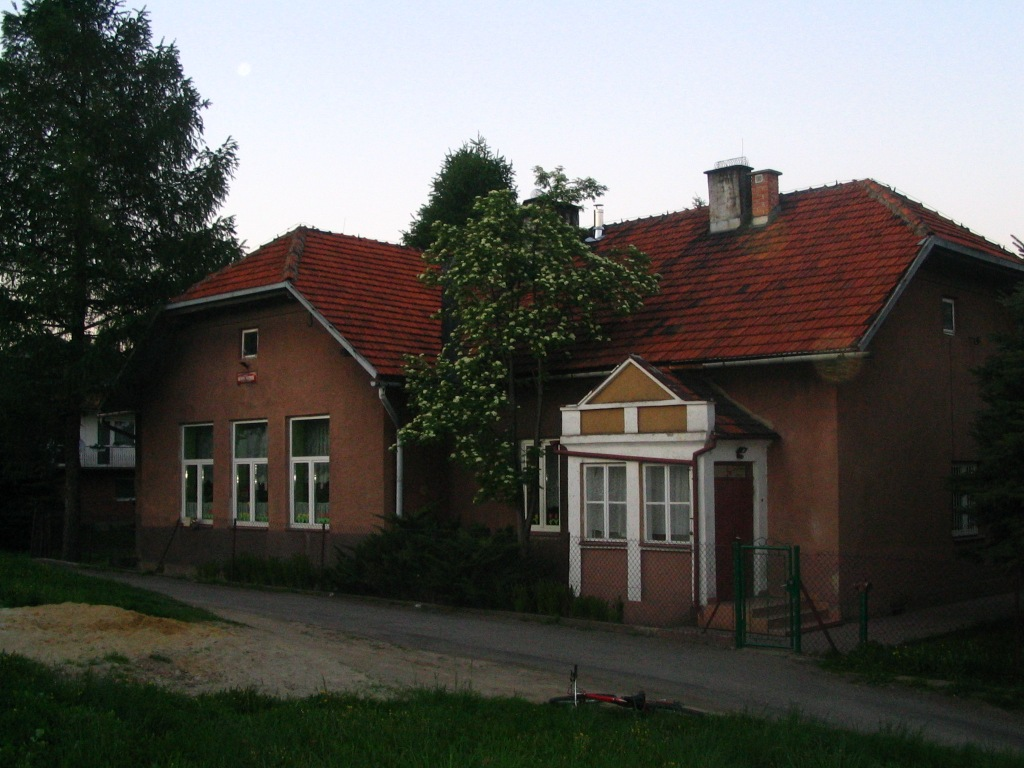
Przedszkole Samorządowe

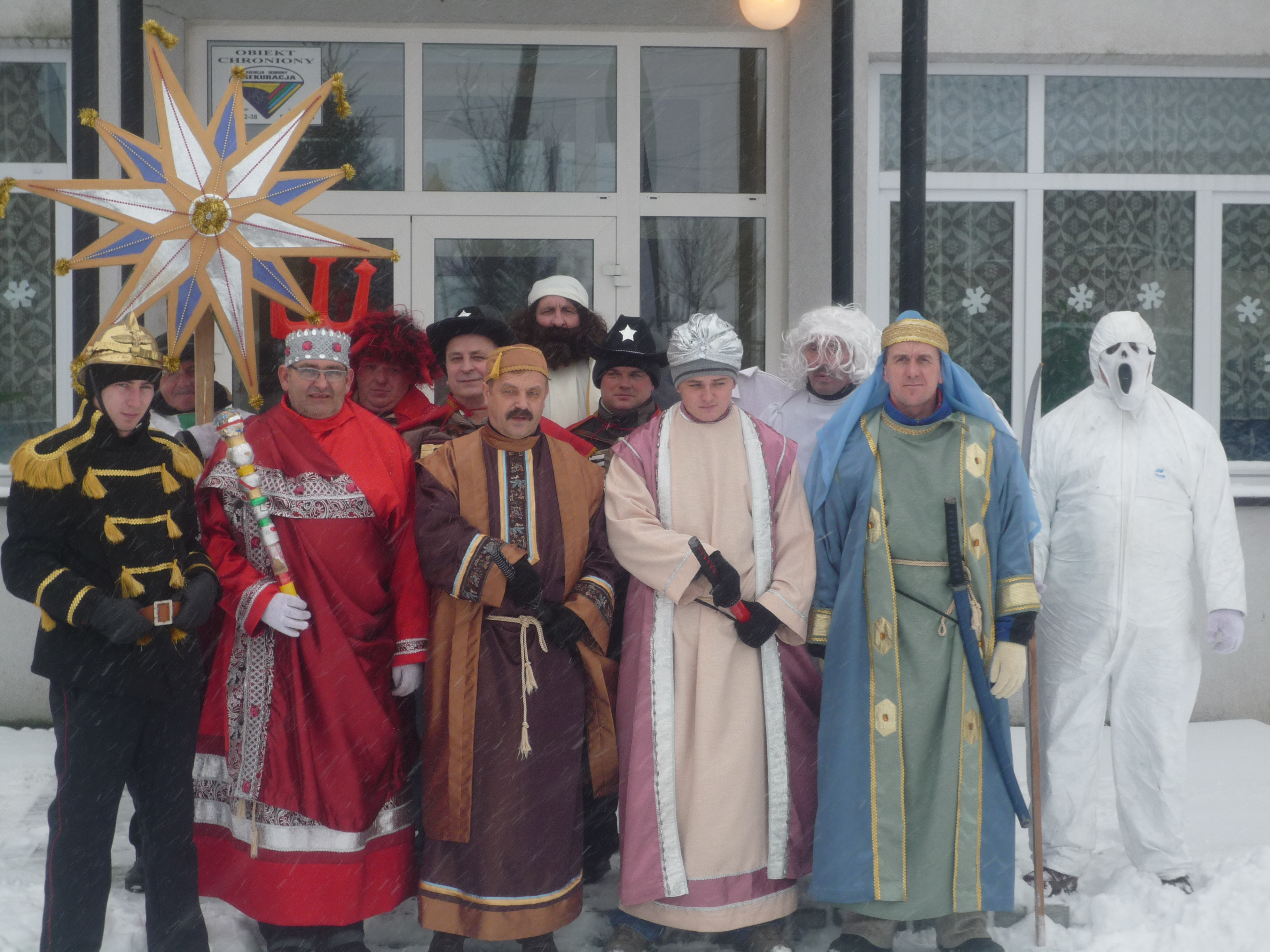
Kolędnicy

Szczytniki – wieś w Polsce, położona w województwie małopolskim, w powiecie wielickim, w gminie Gdów. W latach 1975–1998 miejscowość administracyjnie należała do województwa krakowskiego.

## Historia
Szczytniki w XIII w. zamieszkiwane były przez osadników zajmujących się wyrobem drewnianych tarcz dla średniowiecznego rycerstwa, tzw. "szczytów". Pierwsza wzmianka o miejscowości pochodzi z 1243 roku. W 1260 r. przez króla Bolesława Wstydliwego Szczytniki zostały nadane Kapitule Krakowskiej wraz ze Świątnikami, Trąbkami i Górkami (dziś Świątniki Górne). Ludzi zamieszkujących te miejscowości obowiązywały całotygodniowe prace w krakowskiej katedrze, które obejmowały m.in. obowiązki strażnika, dzwonnika oraz prace porządkowe. W drugiej połowie XV wieku doszło do sporu mieszkańców z ówczesnym kustoszem Marcinem Izdbieńskim, który dążył do stworzenia na terenie Szczytnik własnego folwarku. Praca pańszczyźniana nie przypadła zbytnio do gustu mieszkańcom wsi, czego wyraz dali strajkując i odwołując się do sądu biskupa Franciszka Krasińskiego. Sprawa została rozstrzygnięta dopiero w 1583 r., zawartym siódmego października kompromisem. Kustosz zrezygnował z własnego folwarku, zostawiając jedynie na własną potrzebę ogród, browar i sadzawki. W zamian użytkownicy gruntów mieli zapłacić kustoszowi dodatkowy czynsz.
Kolejny – już poważniejszy – spór wybuchł 300 lat później, w XVIII w. i dotyczył obrony własnych praw wobec wykorzystującego mieszkańców kustosza (czynsz wyliczany na podstawie aktualnych walorów, zwiększenia ciężarów nominalnych). Wówczas to krawiec Andrzej Bułat podniósł bunt odmawiając pracy na rzecz dworu. Kustosz wysłał do domu buntownika własnych ludzi, ci zaś sprzedali zboże krawca i zabrali naprawione ubrania. Jego samego związanego przywieziono do Krakowa.
W 1737 roku kustosz Sebastian Komecki wysłał do Szczytnik oddział trzynastu zbrojnych, którzy mieli stłumić chłopskie bunty. Chłopi jednak nie poddali się – postanowili sprawiedliwości szukać u papieża. W podróż do Rzymu udało się dwóch mieszkańców wsi: Jan Ćwikliński i Wojciech Kleczkowski wraz z wójtem wsi Górki Bujasem. 3 lutego 1766 roku kapituła katedralna poleciła sprawę z chłopami zakończyć. Sytuacja ta jednak na dobre uległa zmianie dopiero sześć lat później, gdy zaborca oddzielił Szczytniki od Krakowa, a przybycie ze wsi do krakowskiej katedry wymagało specjalnego pozwolenia. Wówczas udział szczytniczan w pracy przy świątyni zanikł, a z nim problemy z kustoszem.

## Rolnictwo
Szczytniki to wieś typowo rolnicza. Po wstąpieniu Polski do Unii Europejskiej nastąpił proces komasacji gruntów.

## Przedsiębiorstwa
W Szczytnikach rozwija się agroturystyka. Gospodarstwa rolne łączą się w producenckie grupy żywności ekologicznej. We wsi istnieją dwa gospodarstwa agroturystyczne, hodowla koni, wytwórnia makaronów oraz cukiernia.

## Edukacja
W Szczytnikach znajduje się przedszkole samorządowe. W miejscu, na którym stoi obecnie budynek Przedszkola samorządowego w Szczytnikach stała ok. 1897 roku dworska stodoła Pawła Libiszewskiego, żołnierza 6 Pułku Strzelców w powstaniu listopadowym, ostatniego z dziedziców Szczytnik. Przekazał on jeden mórg swojego gruntu pod budowę Szkoły Ludowej, która została oddana do użytku w 1911 roku i funkcjonowała w tym budynku przez 61 lat.
W 1972 roku szkołę podstawową, 7 klasową, przeniesiono do nowego budynku. Przez kolejne 3 lata budynek stał opuszczony, następnie prowadzono w nim przedszkole. Szkoła Podstawowa im. Janiny Porazińskiej w Szczytnikach to kolejna placówka edukacyjno-wychowawcza.

## Kultura i rozrywka
W Szczytnikach działa Ochotnicza Straż Pożarna (wyjazdy reprezentacyjne, gminne festyny, służba u „Grobu Pańskiego” w kościele parafialnym w Brzeziu).
Od 2008 roku działa grupa kolędnicza, która kontynuuje tradycje regionalne. Kolędnicy tradycyjnie chodzą i kolędują po okolicznych wioskach, oraz wystawiają przedstawienia kolędnicze.

## Zabytki
- kaplica pw. Świętego Józefa w miejscu, gdzie dawniej mieściła się salka katechetyczna. W 1986 wmurowano w fundament kaplicy symboliczny kamień węgielny, odnoszący się do fragmentu ewangelii według św. Marka: "Ten właśnie kamień, którym budujący wzgardzili, stał się głowicą węgła";
- kapliczka: pw. Świętego Stanisława.

Przypuszcza się, że z tego właśnie powodu nowo narodzonym synom dawniej nadawano imiona obojga świętych, dlatego też po pewnym czasie we wsi mieszkało już kilku Stanisławów Kołosów lub Józefów Wcisło. Powtarzalność tak popularnych w tamtych czasach imion spotęgowały jeszcze powielające się nazwiska. Związane jest z tą sytuacją mimowolne wprowadzenie w potocznych rozmowach przezwisk. Wiele z nich przetrwało do dziś.
W Szczytnikach istnieją od dawna i są w ciągłym użyciu nazwy lokalne takie jak: Wielopole, Postronie, Łączki (Łącki), Rokicie, Lasek, Pasternik, Wiery, Gliniki.

## Tradycje
- coroczna msza w kaplicy św. Józefa (19 marca) z modlitwą o opiekę nad mieszkańcami;
- coroczna msza przy kapliczce św. Stanisława (8 maja) z modlitwą o opiekę, urodzaj i pomyślne żniwa;
- „opłatek” to impreza bożonarodzeniowa, połączona z występami artystycznymi, łamaniem się opłatkiem i całonocną zabawą;
- zabawa karnawałowa – organizowana przez szkołę podstawową (zebrane fundusze co roku przeznaczane są na zakup niezbędnego sprzętu wyposażającego szkołę);
- większe festyny z okazji jubileuszowych rocznic;
- przedstawienia kolędnicze.